# Super Mario 128

Super Mario 128 fait référence à une suite de projets de développement qui devaient initialement être utilisés pour créer la suite directe de Super Mario 64, mais qui n'est finalement jamais sortie. Dans la démo de Super Mario 128 au salon Space World de Nintendo, sont montrées différentes techniques comme celle de génération rapide, qui est plus tard implémentée dans des jeux comme Pikmin, ou la technologie de marche sur des sphères en 3D utilisée dans The Legend of Zelda: Twilight Princess et Super Mario Galaxy. D'autres aspects incluent le moteur physique qui est plus tard utilisé dans Metroid Prime[réf. nécessaire].

## Histoire

### La suite deSuper Mario 64
Le nom Super Mario 128 est utilisé pour la première fois dès janvier 1997 par Shigeru Miyamoto durant une interview pour Nintendo Power comme potentiel nom pour une suite à Super Mario 64. Cette hypothétique extension et suite appelée Super Mario 64 2 devait être développée sur le Nintendo 64DD mais est finalement annulée. Shigeru Miyamoto mentionne au salon de l'E3 en 1997 qu'il « venait de se mettre » au projet. Dans une interview de Nintendo Power en novembre 1999, Miyamoto dit : « Et bien, un prototype de Mario et Luigi traîne sur mon bureau et tourne sur mon écran depuis plus d'un an maintenant. On réfléchit sur ce jeu et ce sera peut-être quelque chose qui pourrait tourner sur une toute nouvelle machine »[réf. nécessaire].
Le jeu ne dépasse pas le stade de la démo et ne contient qu'un niveau. Miyamoto déclare que l'aspect multijoueur du jeu est le premier qu'il souhaite implémenter. Selon des rumeurs, des éléments de Super Mario 64 2 sont finalement transférés vers Super Mario Sunshine et Super Mario 64 DS.

« Nintendo Power : Alors, à quand une suite à Super Mario 64 ?
Miyamoto : On y pense et cela pourrait marcher sur une machine complètement nouvelle.
Nintendo Power : Avez-vous prévu de faire un jeu pour deux joueurs avec des parties en coopération simultanée ?
Miyamoto : En fait, on considère même le jeu à quatre joueurs en simultané mais chaque écran serait alors très petit et il nous faudrait implémenter un nouveau système de caméra. Mais c'est ce genre de travail sur lequel j'aimerais me pencher. »

— Shigeru Miyamoto, "An interview with Shigeru Miyamoto", Nintendo Power
Dans une interview du numéro de septembre 2006 de Nintendo Dream, Miyamoto répond à des questions concernant Super Mario 64 2 déclarant avoir oublié si le jeu devait être fait sur le Nintendo 64DD et « qu'il s'était transformé en plusieurs jeux ». À la question sur l'utilisation de mécaniques de jeu dans d'autres titres, Miyamoto répond : « À l'époque du développement de Mario 64, Mario et Luigi se déplaçaient ensemble. Mais on avait du mal à faire fonctionner le tout en tant que jeu », faisant écho à ses propos de 1999.

### Démos techniques
Super Mario 128 est une nouvelle fois mentionné lors d'un événement au SpaceWorld le 1er août 2000 quand Nintendo présente une démo technique intitulée Super Mario 128 pour démontrer la puissance de sa future console de jeu, la GameCube. Dans cette démo, un grand Mario en 2D se sépare en 128 petits Mario au-dessus d'une sorte de plateau circulaire (qui ressemble étrangement à un plateau de Monopoly). De plus, l'environnement de la démo est manipulé, pivoté et mis en rotation pour montrer les capacités physiques du système. A la fin, le plateau se transforme en pizza et est ensuite inséré dans la GameCube.
Un an plus tard, au SpaceWorld 2001, Super Mario Sunshine est dévoilé en tant que prochain jeu Mario ; il sort en juillet 2002 au Japon, un mois plus tard en Amérique du Nord et en octobre en Europe. Dans une interview post-E3 pour Computer and Video Games, Miyamoto confirme que Super Mario 128 et Super Mario Sunshine sont deux jeux différents.

« Dans le cas de Mario, il était évident que nous travaillions sur la démo de Mario 128 que nous avons montré au SpaceWorld et, séparément, nous travaillions également sur des tests que nous avons intégrés à Mario Sunshine. »

— Shigeru Miyamoto
.

### Le projet refait surface
Le 10 décembre 2002, IGN relate que, selon une interview dans l'édition japonaise du magazine Weekly Playboy, Miyamoto confirme que Super Mario 128 est toujours en développement.
Des rumeurs ultérieures rapportent que si Nintendo n'a pas montré Super Mario 128 à l'E3 2003, c'est parce que le jeu était très innovant et que Nintendo ne voulait pas que d'autres développeurs volent ses idées. Cependant, Miyamoto confirme à nouveau, plus tard dans une interview pour le Official Nintendo Magazine, que Super Mario 128 est bien en développement et que l'équipe prévoit d'emmener la série Mario dans une nouvelle direction.
En 2003, George Harrison de Nintendo déclare dans une interview pour CNN Money que Super Mario 128 pourrait ne pas apparaître du tout sur GameCube. Miyamoto confirme encore une fois dans une interview de février 2004 l'existence de Super Mario 128 mais le jeu ne refait pas surface. Certains pensent que cela est dû aux annonces de The Legend of Zelda: Twilight Princess et de la Nintendo DS lors de l'édition 2004 du salon[réf. nécessaire]. GameSpy demande d'ailleurs des nouvelles du jeu après l'E3 :

« Le projet avance aussi secrètement qu'un sous-marin en plongée. Quand on développe, on s'intéresse souvent au matériel différent en y faisant différentes expériences et en testant différentes idées. On a testé nombre d'idées expérimentales différentes sur la GameCube, sur la DS également et encore d'autres idées aussi. À ce stade, je ne sais pas si ce jeu verra le jour sur une machine ou une autre. C'est encore difficile pour moi de prendre cette décision. Je suis le seul réalisateur travaillant sur ce jeu actuellement. Les développeurs testent différentes expériences à ma demande et, à la vision des résultats, nous prendrons la décision finale. »

— Shigeru Miyamoto
IGN obtient une réponse similaire plus tard dans l'année. Miyamoto atteste à nouveau de la nature expérimentale de Super Mario 128.
En 2005 à la GDC, Reggie Fils-Aime, alors Vice-Président du Marketing de Nintendo, déclare que Super Mario 128 serait montré à l'E3 2005. Cependant, pour la troisième année consécutive, le jeu n'est pas présenté lors du salon, contrairement à la croyance générale. Lors d'une interview vidéo pour GameSpot, Reggie Fils-Aime dit : « Je ne peux vous montrer que ce que M. Miyamoto me donne à montrer ». À la demande d'un journaliste si le jeu existe, il répond : « J'en ai vu des bouts ».
La même année dans une autre interview avec Miyamoto, un reporter de Wired News confirme que Super Mario 128 n'est pas produit pour la GameCube mais qu'il est finalement transféré vers la Wii (qui est alors connue sous le nom de code Revolution).
En septembre 2005, Shigeru Miyamoto fait son commentaire le moins ambigu concernant Super Mario 128. Interrogé à propos du statut du jeu par une radio japonaise, il révèle que Mario aurait un nouveau compagnon et répète que le jeu se destine à sortir sur Wii sous un nom différent. Il mentionne également que Super Mario 128 a joué un rôle important dans la conception de la Wii (toujours connue à ce moment-là comme la Revolution), tout comme ça a été le cas pour Super Mario 64 avec la Nintendo 64. Il va même jusqu'à dire que la Wii est conçue pour « ce nouveau genre de jeu ». Plus tard, il est confirmé que Super Mario Galaxy (le premier jeu de plates-formes Mario pour la Wii) n'est pas Super Mario 128 quand Miyamoto déclare à l'E3 2007 que Super Mario Galaxy est « créé par l'équipe aux commandes de Donkey Kong Jungle Beat », et que « son développement avait commencé dès que celui de DKJB avait été achevé », alors que Super Mario 128 était en développement depuis au moins 2000, quand la démo technologique est montrée pour la première fois. En 2006, Miyamoto atteste finalement que le projet a été abandonné et que les morceaux du concept ont évolué vers Super Mario Galaxy.

### Mot de la fin
Durant la GDC de 2007, Miyamoto mentionne que Super Mario 128 « fut simplement une démonstration destinée à illustrer la puissance de la GameCube ». Il déclare également que la plupart des éléments de ce concept sont implémentés dans Pikmin, notamment dans le fait que le joueur y contrôle un grand nombre de personnages à l'écran. D'autres éléments comme la marche sur des sphères en 3D sont repris dans Super Mario Galaxy,.